# Nogales (Sonora)
Nogales, offiziell Heroica Nogales, ist eine Stadt im mexikanischen Bundesstaat Sonora mit 212.533 Einwohnern (2010). Die Stadt, Sitz des Municipio Nogales, liegt im Nordwesten Sonoras direkt an der Grenze zu den USA und geht im Norden in die Stadt Nogales (Arizona) über.

## Geschichte
1841, als die Grenze zu den Vereinigten Staaten noch weiter nördlich verlief, vergab die mexikanische Regierung das Land an eine Familie namens Elías. Wegen der Walnussbäume, die dort wuchsen, wurde es Los Nogales de Elías genannt (span.: nogal – Walnussbaum). Durch den Gadsden-Kauf 1853 kam die nördliche Hälfte des Gebiets an die USA. Zwei russischstämmige Brüder, Jacob und Isaac Isaacson, errichteten an der Grenze einen Handelsposten, der 1880 vom United States Postal Service Nogales genannt wurde.

## Demographie
Die Gesamtbevölkerung lag im Jahr 2010 bei 220.292 Personen. Im Jahr 2000 waren es noch 159.103, 1990 gar nur 105.873 gewesen.

## Bildung
In Nogales gibt es eine Außenstelle der Universidad de Sonora.

## Söhne und Töchter der Stadt
- Javier Solís (1931–1966), Sänger und Schauspieler
- Hector Avalos (1958–2021), Religionswissenschaftler
- Martín Amarillas (* 1965), Boxer[3]
- Mauricio Urrea Carrillo (* 1969), katholischer Geistlicher, Bischof von Parral
- Ana Guevara (* 1977), Leichtathletin
- David Lopez (1977–2017), Boxer
- Óscar Valdez (* 1990), Boxer
- Jaime Uriel Parra Lerma (* 1995), Schauspieler